# Muzeul Locomotivelor cu Abur din Reșița
Muzeul locomotivelor cu abur din Reșița se află în zona Triaj a municipiului Reșița.
Muzeul a fost înființat în anul 1972. În prezent are expuse un număr de 16 locomotive din diferite secole, dintre care 14 au fost fabricate la Reșița, iar două în alte părți.
Cea mai importantă piesă este locomotiva „Resicza”, cea care întâmpină viztitatorii la intrarea în parc. Aceasta face parte dintr-o serie de locomotive construite aici începând cu anul 1872 după un prototip construit la Viena după proiectul lui John Haswell, destinat rutei montane Reșița-Secu.
„Resicza” este și cea mai veche locomotivă din parc (de fapt este prima locomotivă cu aburi construită în zona central-estică a Europei), fiind fabricată în anul 1872 (în 1829 George Stephenson construiește locomotiva „The Rocket”), iar cea mai nouă  este locomotiva de ecartament îngust CFR 764.001 din anul 1958.
Muzeul Locomotivelor cu Abur din Reșița este o colecție inedită ce ilustrează progresul de aproape un secol al mersului pe sine și cuprinzând locomotive reprezentative pentru evoluția acestei industrii.
Epoca construirii locomotivelor cu abur a luat sfârșit în anul 1964, când începe construcția de locomotive Diesel și mai apoi a celor electrice.
În anul 2016 Muzeul de Locomotive din Reșița a fost sub sechestru.

## Galerie

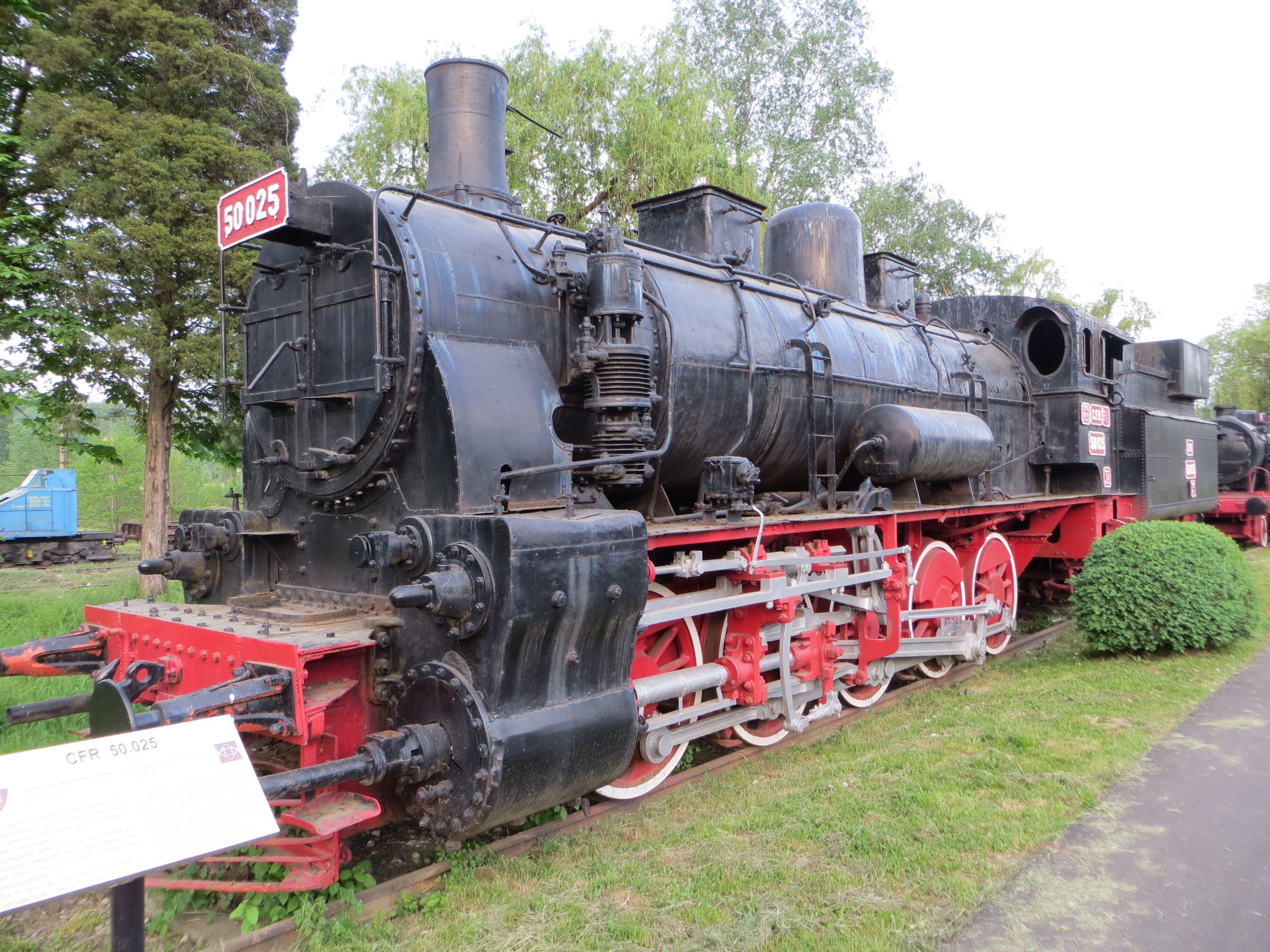
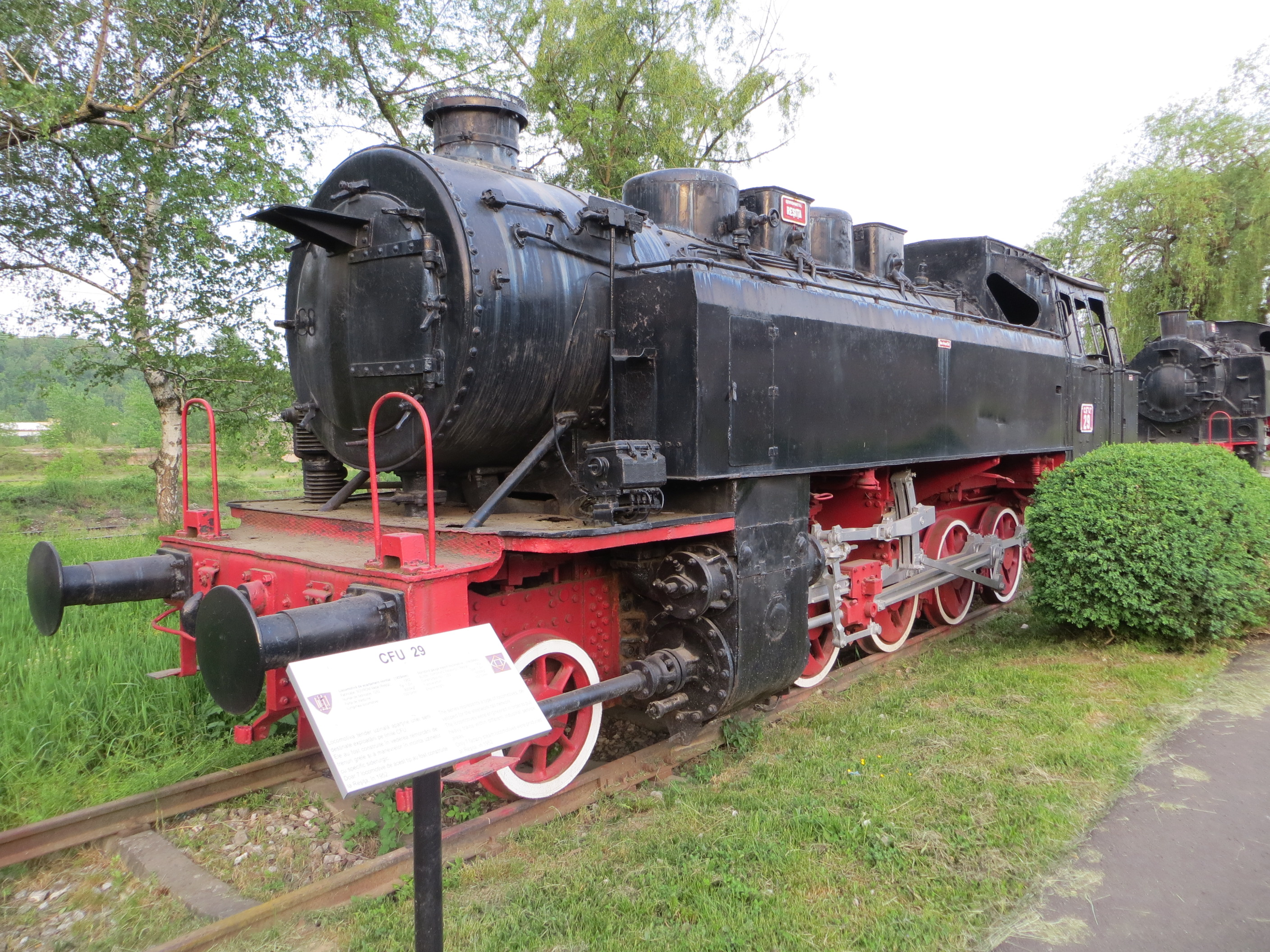
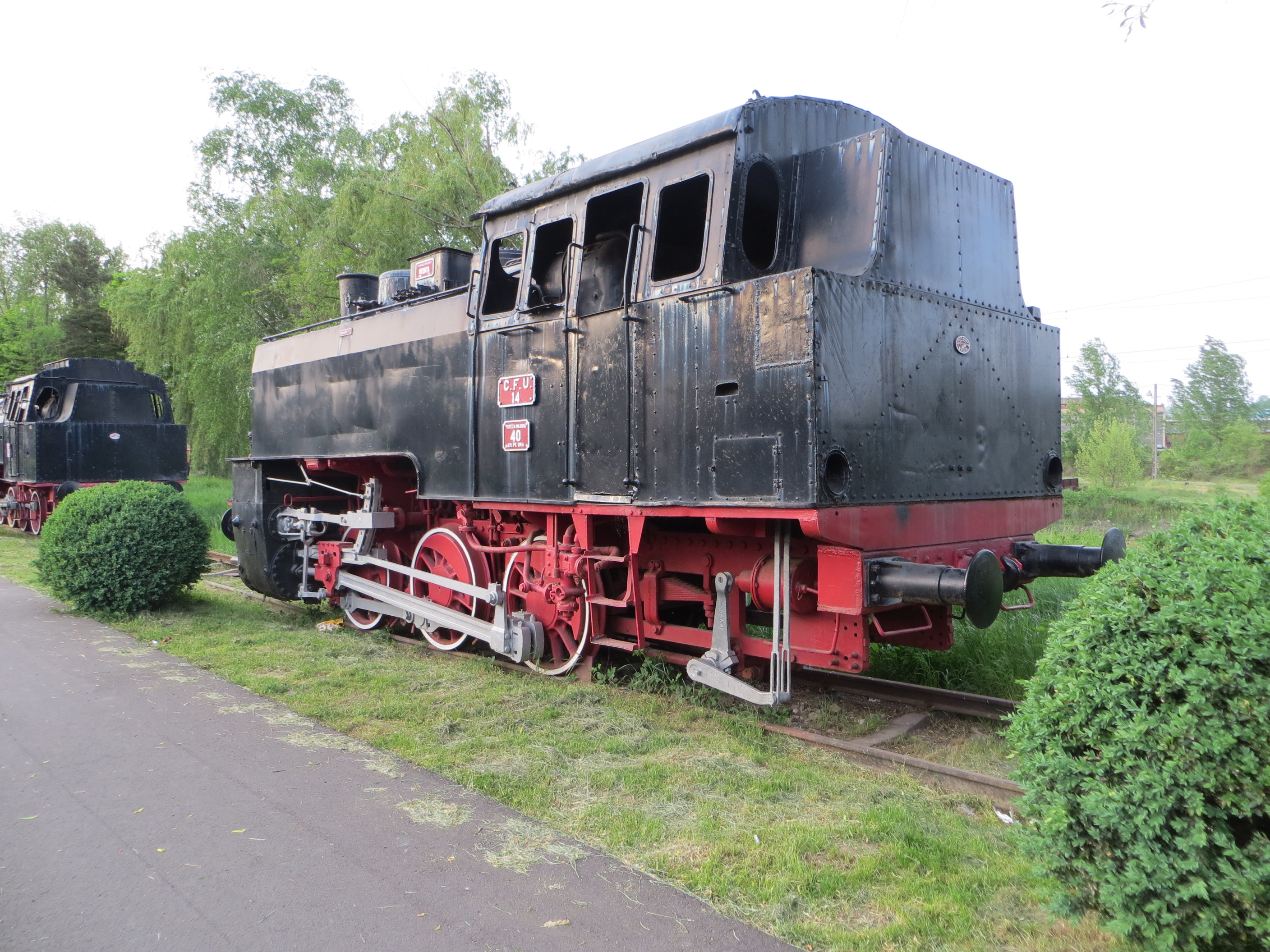
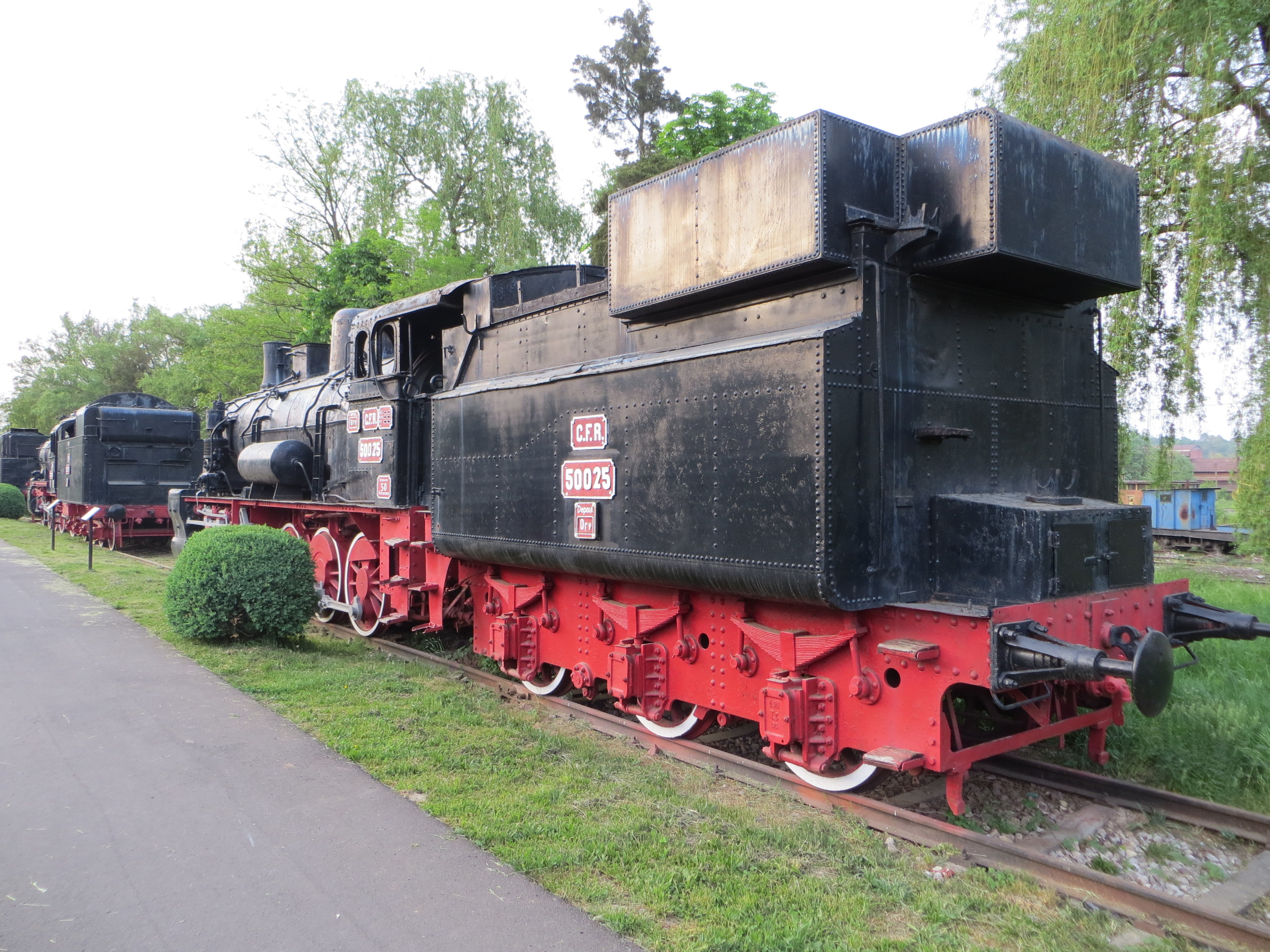
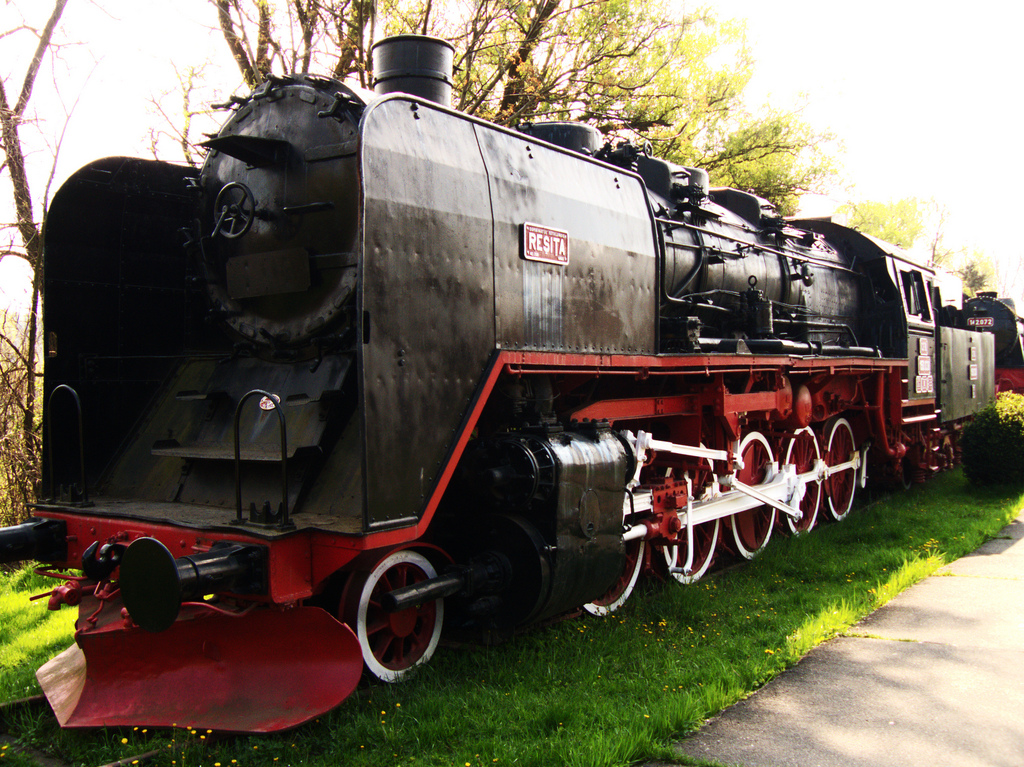
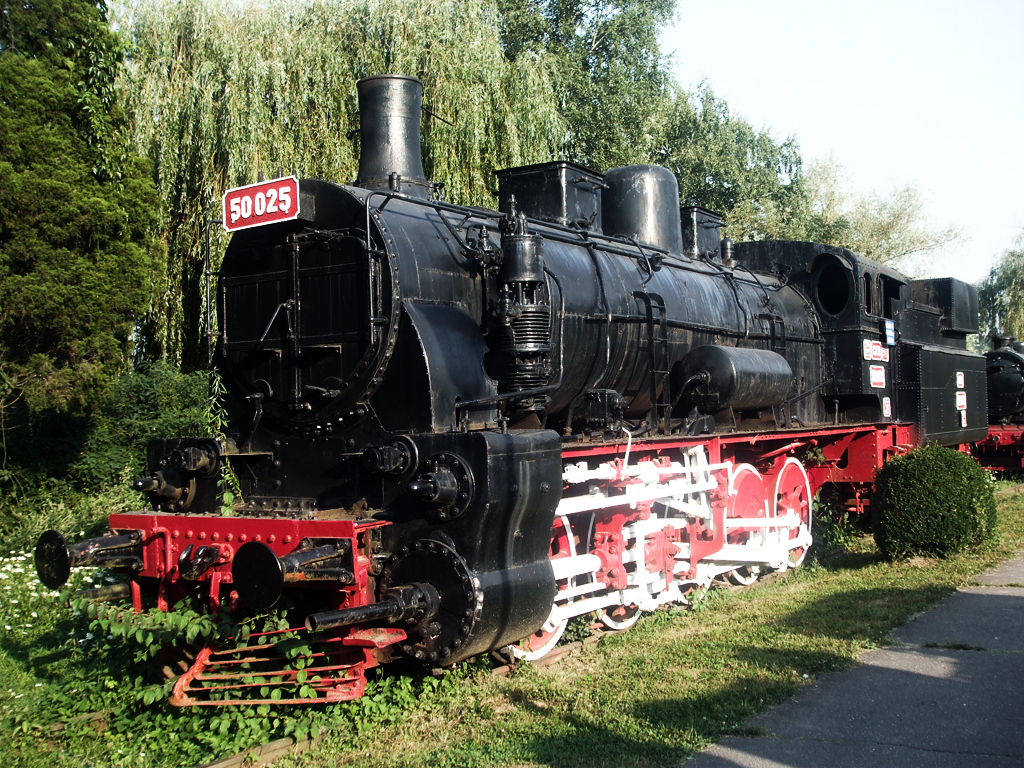
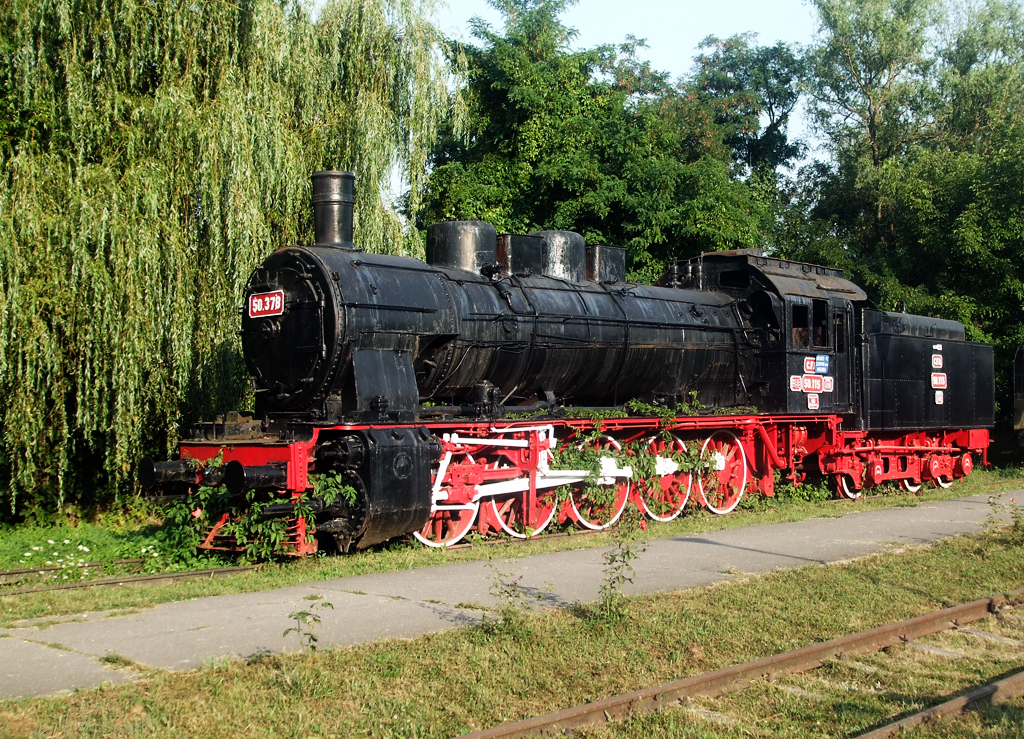
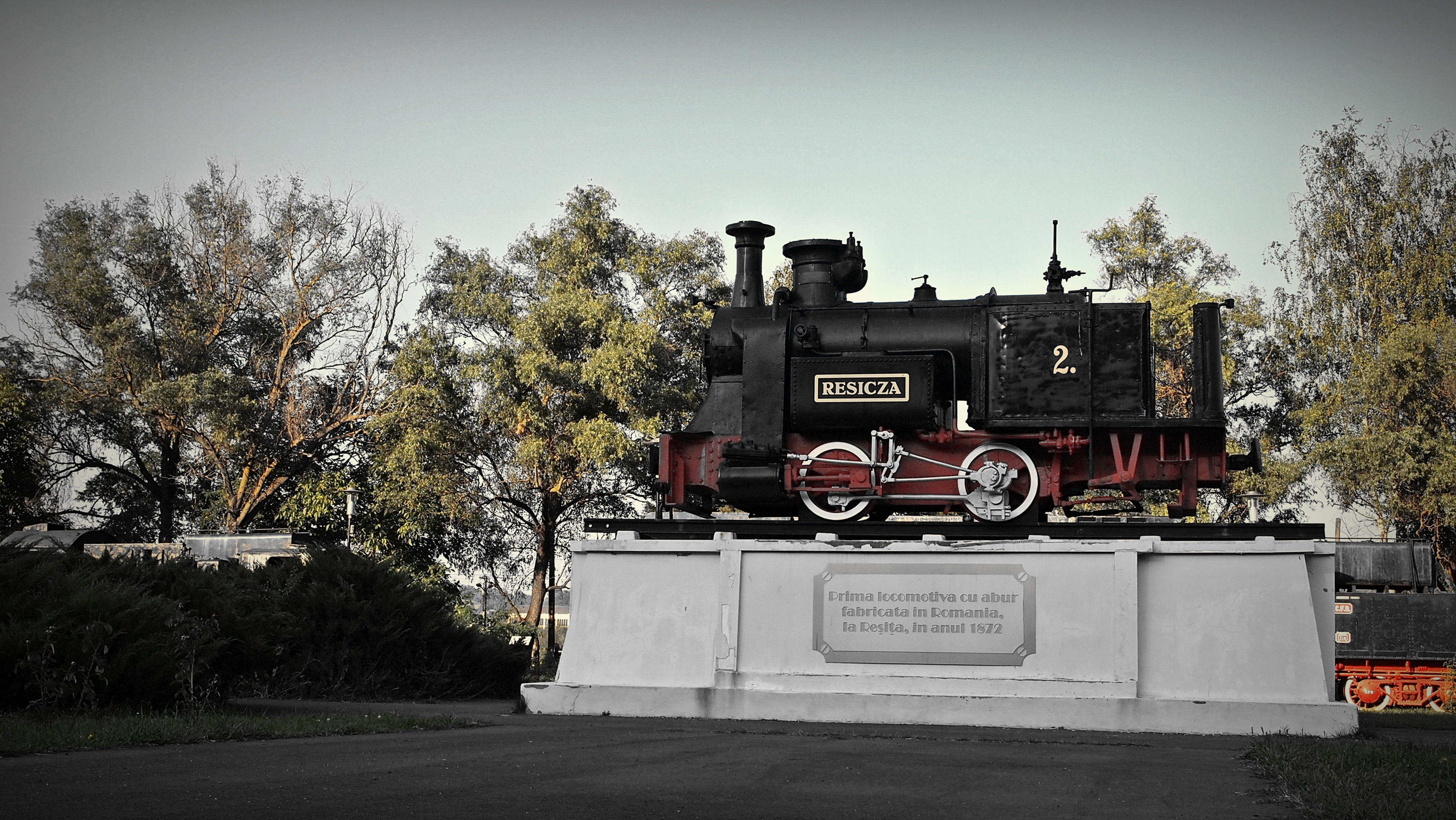